# 丸山裕子
丸山 裕子（まるやま ひろこ、本名：峰 裕子（みね ひろこ、旧姓：丸山〈まるやま〉）、1946年10月22日 - ）は、日本の女優、声優。テアトル・エコー所属。東京都生まれ。
夫は俳優、声優の峰恵研（2002年に死別）。

## 略歴
東京都立大森高等学校卒業。東宝芸能学校卒業。
役者になるきっかけはテアトル・エコーの喜劇路線が気に入って、入団したからである。

## 人物
女優としても舞台、テレビドラマなどで活躍している。
小原乃梨子の代役として『ドラえもん』の野比のび太、劇場版『アルプスの少女ハイジ』のペーターを演じたことがある。

## 出演
太字はメインキャラクター。

### テレビドラマ
- オレの愛妻物語 6話（1978年 日本テレビ）
- 熱中時代 第2シリーズ 第17話「祖父母会とボートレース」（1980年、日本テレビ） - 千代子
- 忍者ハットリくん（ジッポウの声）
- おしん（つね）
- 花王愛の劇場「家族づくり」（1983年、TBS）

### テレビアニメ
1967年
- リボンの騎士

1968年
- 怪物くん

1969年
- ひみつのアッコちゃん（第1作）（1969年 - 1970年、チカ子、おでこ、ジョージ、ウサギA）
- 弱虫クルッパー（メガコ）

1970年
- いなかっぺ大将（豚丸木）
- 魔法のマコちゃん（太郎）

1971年
- アンデルセン物語
- 原始少年リュウ（1971年 - 1972年、ドン）
- 新オバケのQ太郎（U子）
- ふしぎなメルモ（小森）

1972年
- 樫の木モック（モック）
- さるとびエッちゃん
- 正義を愛する者 月光仮面（シゲル）
- 天才バカボン

1973年
- 科学忍者隊ガッチャマン（第64話、スイムス団のボス デカパン）
- 空手バカ一代（1973年 - 1974年）
- ジャングル黒べえ
- 新造人間キャシャーン（チート）
- ど根性ガエル（1973年 - 1974年、鬼姫ユリ子 他）
- ドラえもん（日本テレビ版）

1974年
- 昆虫物語 新みなしごハッチ（アバッチ、セミマル）
- ゼロテスター 地球を守れ!（少年ロボット・ユウキ）
- てんとう虫の歌（一週土丸）
- はじめ人間ギャートルズ（1974年 - 1976年、ゴン）
- 魔女っ子メグちゃん

1975年
- 草原の少女ローラ（ジミー）
- タイムボカン（浩二、ジャック、ヨハン、カニ、アラジン）
- 勇者ライディーン（1975年 - 1976年、とび俊）

1976年
- 元祖天才バカボン（1976年 - 1977年）
- ドカベン（1976年 - 1979年、夏子、つる）
- ポールのミラクル大作戦（キノッピー）
- まんが 花の係長

1977年
- 一発貫太くん（俊夫、アナウンサー子供、キミオ）
- 激走!ルーベンカイザー（嵐ひろし）
- 超合体魔術ロボ ギンガイザー（南三太、母）
- ヤッターマン（ハッサン、サンデン、ヘック）

1978年
- 宝島（母親）
- ペリーヌ物語
- 星の王子さま プチ・プランス（1978年 - 1979年、クロード、リック、アルゴ）
- ルパン三世 (TV第2シリーズ)

1979年
- 銀河鉄道999（チビ、ニコライ）
- 金髪のジェニー（ビリー）
- こぐまのミーシャ（1979年 - 1980年、アホウ鳥、あほう鳥の母、ジョーイの母）
- シートン動物記 りすのバナー（ロリー）
- ドラえもん（テレビ朝日版第1期）（野比のび太〈代役〉、うらなり一夫〈初代〉）
- 日本名作童話シリーズ 赤い鳥のこころ
- 野球狂の詩（健作）

1980年
- あしたのジョー2（1980年 - 1981年）
- おじゃまんが山田くん（山田みのる）
- 怪物くん（テレビ朝日版）（ガメロン、オオカミ男Jr.、ハズカシラー）
- とんでも戦士ムテキング（ジョニー）
- ニルスのふしぎな旅（1980年 - 1981年、ネコ、ハンス、ヘラジカ、ガンの子供達、巨人の妻、巨人の娘 他）

1981年
- 愛の学校クオレ物語（カルローネ）
- おはよう!スパンク
- ダッシュ勝平（デブ子）
- 鉄腕アトム（第2作）
- まいっちんぐマチコ先生（ナンシー）
- ヤットデタマン（コマロ王子）

1982年
- うる星やつら（1982年 - 1985年、キューピー 他）
- 科学救助隊テクノボイジャー（ポール）
- 白い牙 ホワイトファング物語（クーチ）
- 二死満塁（森田信一）
- 野生のさけび

1983年
- キャプテン翼（1983年 - 1986年、石崎了）
- スプーンおばさん（キャパ）
- フクちゃん（男の子）

1984年
- あした天気になあれ（母ちゃん）
- 星銃士ビスマルク（アンジェリカ）
- 忍者ハットリくん（トゲ次郎）

1985年
- 小公女セーラ（花屋のおばさん）

1986年
- あんみつ姫（ガンモドキママ、孫悟空）
- 魔法のアイドルパステルユーミ（袋小路夫人）
- ロボタン（ロボタン）

1987年
- ドテラマン（フブ鬼）

1988年
- F-エフ（タモツの母）
- おそ松くん（1988年 - 1989年、ゴンベーダー、太郎）
- 新グリム名作劇場（魔女）
- 魔神英雄伝ワタルシリーズ（1988年 - 1998年、妖部オババ、産婆） - 3シリーズ
- 燃える!お兄さん（ケンイチ〈赤ン坊〉）

1989年
- らんま1/2（老婆）

1990年
- 三丁目の夕日
- ジャングル大帝（ビリー）
- 楽しいムーミン一家（1990年 - 1991年、スティンキー）
- 魔法のエンジェルスイートミント（ハーブおばさん）
- もーれつア太郎（テル）

1991年
- 太陽の勇者ファイバード（1991年 - 1992年、老婆、ジャンゴの母）
- 楽しいムーミン一家 冒険日記（1991年 - 1992年、スティンキー）
- 丸出だめ夫（ボスの部下B、タルボザウルス）

1992年
- 花の魔法使いマリーベル（ババベル）
- 伝説の勇者ダ・ガーン（根元キヨ）

1993年
- クッキングパパ（1993年 - 1995年、三浦みつぐ〈2代目〉）
- 勇者特急マイトガイン（魔法使い）

1994年
- D・N・A² 〜何処かで失くしたあいつのアイツ〜（桃生チヨ）

1997年
- VIRUS -VIRUS BUSTER SERGE-（グールマザー）
- 深海伝説MEREMANOID（キャプテン・チンク）

1998年
- サイレントメビウス（売店のおばさん）
- SHADOW SKILL -影技-（バアさん）

1999年
- ジバクくん（シルバ）
- POWER STONE（ガーナ、老婦人）
- レレレの天才バカボン（1999年 - 2000年、イジキタナイ妻、粋なお婆さん、天国のばあさん）

2004年
- 月詠 -MOON PHASE-（御堂小春）

2010年
- それでも町は廻っている（マモー）

2011年
- 電波女と青春男（田村さん）

### 劇場アニメ
1972年
- パンダコパンダ（ナナ）

1973年
- パンダコパンダ 雨ふりサーカスの巻（コパンダ〈パンちゃん〉）

1974年
- きかんしゃやえもん D51の大冒険（タンタン）

1979年
- アルプスの少女ハイジ（ペーター）

1980年
- あしたのジョー
- がんばれ!! タブチくん!! 初笑い第3弾 あゝツッパリ人生
- 11ぴきのねこ（ネコG）

1981年
- あしたのジョー2
- 21エモン 宇宙へいらっしゃい!（オナベ）

1982年
- 対馬丸 —さようなら沖繩—（健治）
- 象のいない動物園（トモ）

1983年
- うる星やつら オンリー・ユー（ロゼ）

1984年
- 忍者ハットリくん+パーマン 超能力ウォーズ（トゲ次郎）

1985年
- キャプテン翼 ヨーロッパ大決戦（石崎）
- キャプテン翼 危うし! 全日本Jr.（石崎）
- 忍者ハットリくん+パーマン 忍者怪獣ジッポウVSミラクル卵（トゲ次郎）

1986年
- キャプテン翼 明日に向って走れ!（石崎）
- キャプテン翼 世界大決戦!! Jr.ワールドカップ（石崎）
- ゲゲゲの鬼太郎 最強妖怪軍団!日本上陸!!（くしゃみの精）
- 11ぴきのねことあほうどり（ネコA）
- スーパーマリオブラザーズ ピーチ姫救出大作戦!（クリボーA）

1988年
- 県立海空高校野球部員山下たろーくん（山下たろー）
- となりのトトロ（カンタの母）

1989年
- 魔女の宅急便（少年A）

1990年
- キムの十字架（テス）

2014年
- 大きい1年生と小さな2年生（農家のおばさん）

### OVA
1988年
- ワット・ポーとぼくらのお話（ゴリン）

1989年
- TAMA&FRIENDS 3丁目物語
- 新キャプテン翼（1989年 - 1990年、石崎了）
- 真 魔神英雄伝ワタル（オババ）

1995年
- D・N・A² 〜何処かで失くしたあいつのアイツ〜（桃生チヨ）

1999年
- サクラ大戦 轟華絢爛（おばあさん）

### Webアニメ
- 魔神英雄伝ワタル 七魂の龍神丸（2020年、妖部オババ）

### ゲーム
- 魔物ハンター妖子 〜魔界からの転校生〜（1992年、ゼルーダ）
- 魔物ハンター妖子 〜遠き呼び声〜（1993年、ゼルーダ）
- 超魔神英雄伝ワタル ANOTHER STEP（1998年、妖部オババ）
- キャプテン翼（2006年、石崎了）※PlayStation 2版
- キャプテン翼 〜たたかえドリームチーム〜（2017年、石崎了[35]）

### 吹き替え
- 恐竜家族（テラノドン）
- スヌーピーとチャーリー（ペパーミントパティ、パティ）
- マペット・ショー（ジャニス）
- マペットの夢みるハリウッド（ジャニス、カミラ）※LD版
- 魔法にかけられて
- ロックフォードの事件メモ

### 人形劇
- こどもにんぎょう劇場
  - 「ブレーメンの音楽隊」（猫）
  - 「みどりのゆび」（ジムナスティク）
  - 「小さい魔女」
- ネコジャラ市の11人（スゴミ）
- フラグルロック
- 地下鉄のドジ（ドジ）

- 劇団飛行船マスクプレイミュージカル
  - ジャックと豆の木（ジャック）
  - アラジンと魔法のランプ（シュクラン）
  - オズの魔法使い（マンチキン村の人たち）
  - 3びきのこぶた（プック）
  - 7ひきのこやぎと狼（フー）
  - そんごくうの大冒険（孫悟空）
  - ピノッキオ（おばあさん）
  - ブレーメンの音楽隊（ロック）
  - ヘンゼルとグレーテル（ヘンゼル）
  - みにくいあひるのこ（パール）

### 特撮
1967年
- 忍者ハットリくん+忍者怪獣ジッポウ（ジッポウの声）

1968年
- 怪奇大作戦（青い血の女の声）

1970年
- チビラくん（狸殿下の声）

1976年
- 5年3組魔法組（動物の声）

1983年
- ペットントン（ペットントンの声）

1986年
- 超新星フラッシュマン（マグの声）
  - 劇場版 超新星フラッシュマン（マグの声）

### ドラマCD
- 真・女神転生III-NOCTURNE（2003年、老婆）

### その他
- NHKニュース（振り込め詐欺防止のシーンで詐欺に遭いそうな夫人役）
- 笑点（小咄人形の声）
- ドレミファブック童話「宇宙船ペペペペラン(ドレミファブック童話」（少年の声）
- ばくさんのかばん（ビーバーの声）
- 美研・ホーム紙芝居「帰ってきたウルトラマン」付属ソノシート（丘隊員の声）
- 大塚食品 ボンカレーGOLD（CM、宇宙飛行士の声、CMソング・大野克夫、1985年）